# Ludwig Ficker
Ludwig Ficker (* 14. Oktober 1904 in München; † 10. Dezember 1947 ebenda) war ein deutscher Politiker (KPD).

## Leben und Beruf
Nach Beendigung der Schulzeit ergriff Ficker den Beruf des Drechslers. Er war von 1919 bis 1928 zunächst ungelernter Arbeiter in Reichenhall und im Anschluss als Straßenbahnarbeiter in München tätig. 1919 schloss er sich der Gewerkschaft an.
Nach der Machtübernahme der Nationalsozialisten wurde Ficker aus seinem Beruf entlassen. Er wirkte danach illegal für die Münchner Kommunisten und wurde aufgrund dessen 1933 kurzzeitig verhaftet. Im Frühjahr 1934 emigrierte er in die Schweiz, hielt sich zeitweise in Frankreich, der Sowjetunion und der Tschechoslowakei auf und übertrat in dieser Zeit mehrfach illegal die deutsche Grenze. 1942 wurde er in Basel verhaftet und interniert. 1944 gelang ihm dann die Flucht und er kehrte illegal nach Deutschland zurück. Er arbeitete dann illegal im Widerstand in Bayern und organisierte Zellen des kommunistischen Widerstandes. Er hatte auch Verbindung zur Freiheitsaktion Bayern.
Ficker arbeitete seit 1945 als Parteisekretär. Am 10. Dezember 1947 wurde er, vergiftet durch ausströmendes Gas, tot in seiner Garage aufgefunden. Sein Todeshergang blieb jedoch ungeklärt.

## Politik
Ficker trat 1929 in die KPD ein. Er beteiligte sich nach seiner Zeit im Exil und im kommunistischen Widerstand nach 1945 führend am Wiederaufbau der Partei in Bayern und war 1945/46 Mitglied der Münchner Aktionsgemeinschaft SPD-KPD. 1947 wurde er zum Landesvorsitzenden der bayerischen Kommunisten gewählt. Im Rahmen einer Säuberungsaktion wurde er als angeblicher amerikanischer Agent seines Amtes enthoben. Ficker war von Juli bis November 1946 Mitglied der Bayerischen Verfassunggebenden Landesversammlung und von Juni 1947 bis zu seinem Tode Mitglied des Wirtschaftsrates des Vereinigten Wirtschaftsgebietes. Vom 22. Oktober 1945 bis zum 21. Dezember 1946 amtierte er als Staatssekretär im Staatsministerium des Innern in der von Ministerpräsident Wilhelm Hoegner geführten Regierung des Freistaates Bayern.